# 오디오 인터페이스

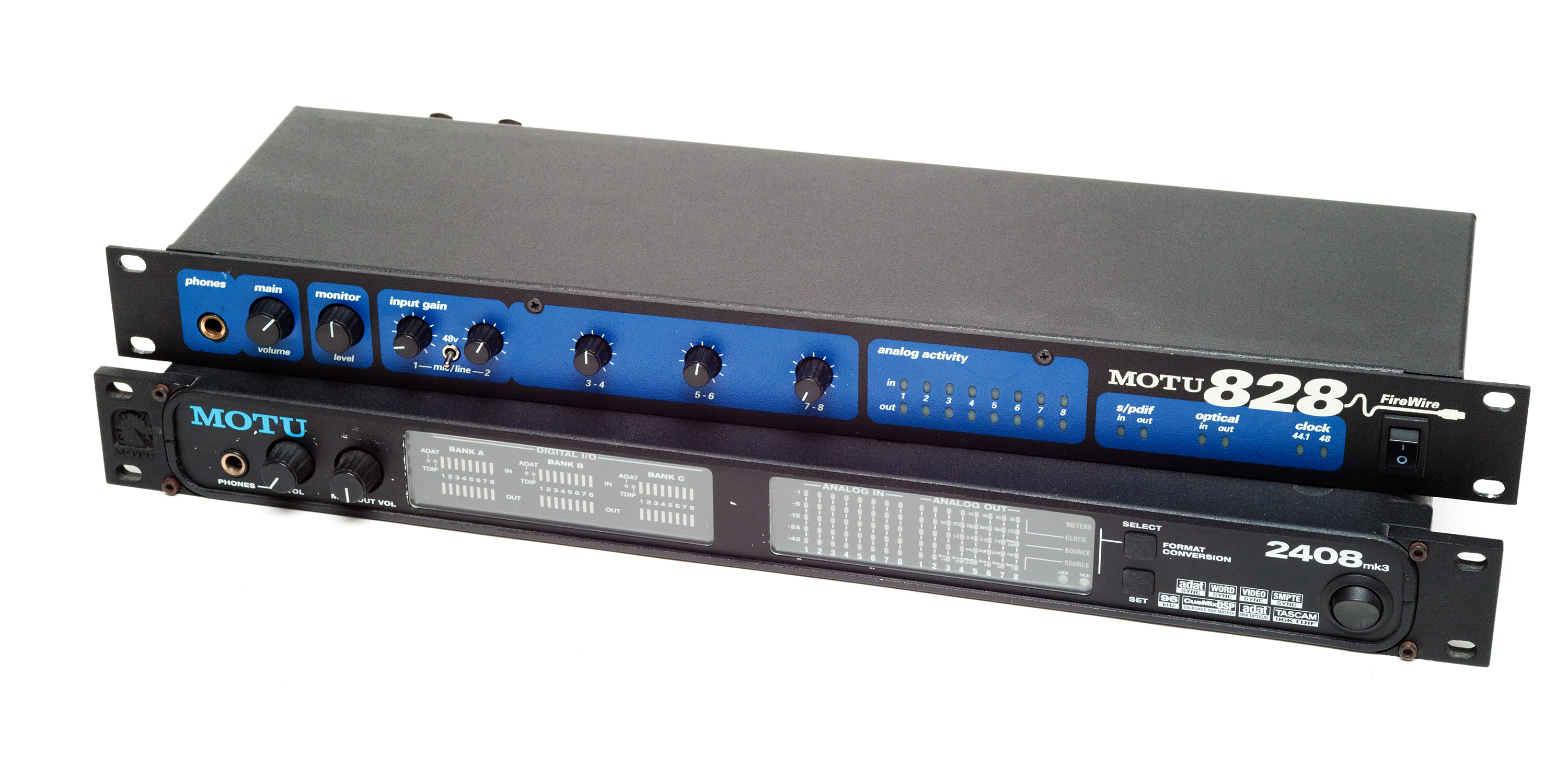
2개의 초창기 랙마운트 오디오 인터페이스

오디오 인터페이스(audio interface)는 오디오 신호의 입출력을 호스트 컴퓨터, 녹음 기기와 오갈 수 있도록 도와주는 컴퓨터 하드웨어이다.
오디오 인터페이스는 컴퓨터 사운드 카드와 밀접한 관련이 있으나 사운드 카드는 오디오 재생에 최적화되어 있는 반면 오디오 인터페이스는 주로 낮은 레이턴시의 아날로그-디지털 변환회로 및 프로페셔널 오디오 애플리케이션을 위한 디지털 포맷 변환을 제공하도록 고안되었다.
오디오 인터페이스는 마이크 프리앰프, 아날로그 라인 입력, DI 입력, ADAT, S/PDIF 디지털 입력을 포함할 수 있다. 출력으로는 아날로그 라인, 헤드폰, 디지털 방식이 있다. 일반적으로 외부 장치(데스크톱 장치 또는 19인치 랙마운트 포맷)로 이용이 가능하다.

## 같이 보기
- 롤랜드
- 스테인버그